# Alfred Reinhart
Alfred Reinhart (* 16. Oktober 1873 in Winterthur; † 26. August 1935 in Hausen am Albis) war ein Schweizer Unternehmer und Mäzen. Er gründete 1911 in Alexandria die Baumwollexportfirma Reinhart & Co. und war eine bedeutende Persönlichkeit innerhalb der Schweizer Kolonie.

## Leben
Alfred Reinhart wurde 1873 als zweiter Sohn von Paul Reinhart II. (1869–1940) geboren, einem der Teilhaber der Paul Reinhart & Cie. Nach der Schule lernte er durch familieninterne Kontakte in Lausanne, Le Havre und Liverpool die Baumwollbranche kennen. In den USA lernte er in Philadelphia den Baumwollhändler George McFadden (George H. McFadden & Brother) kennen, mit dem er sein ganzes Leben im Kontakt blieb. 1896 kam er nach Alexandria, wo er zunächst er bei F.C. Bainers & Co. in Berührung kam, an dem die Paul Reinhart & Cie ebenfalls Anteile hielt. Dort arbeitete er zunächst bis zum Tod des Firmenbesitzers M. F. C. Baines in der Partnerfirma des Familienunternehmens. 1899 musste er erhebliche finanzielle Verluste seines damaligen Partners kompensieren und dabei bei seinem Vater ein grösseres Darlehen aufnehmen. 1904 heiratete er Susanna, geborene Meier (1867–1963) aus Weiach.

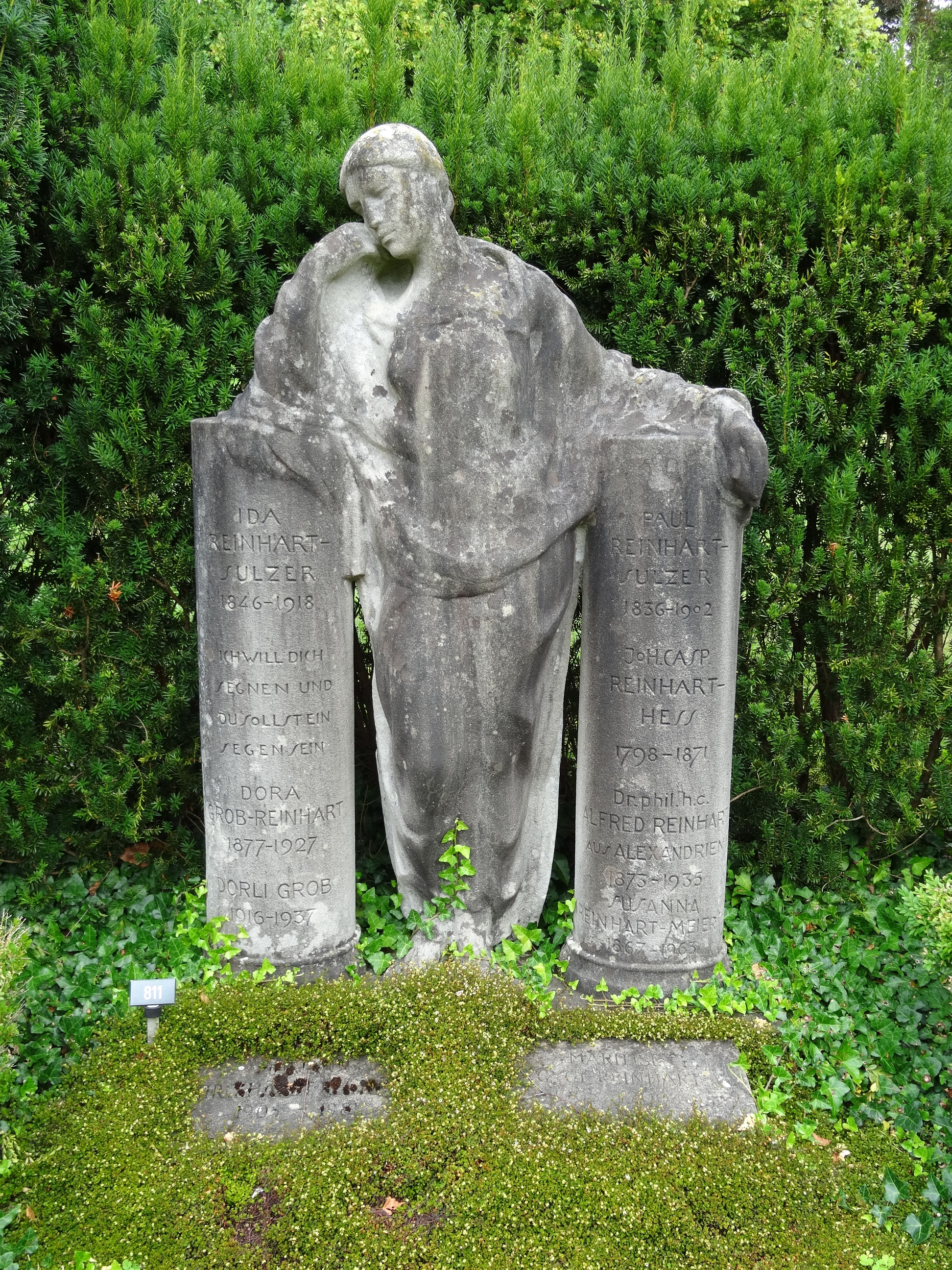
Familiengrab, Friedhof Rosenberg in Winterthur.

1907 gründete Alfred Reinhart schliesslich die Reinhart & Co. Reinhart gründete seine Firma auch bewusst unabhängig von der Firma seines Vaters, erst 1911 wurde die Verbindung mit der Schweizer Firma und damit den familiären Kontakten intensiviert. Die Firmen hielten gegenseitig Anteile und es kamen immer wieder Mitarbeiter aus Winterthur nach Alexandria. Im Ersten Weltkrieg machte die Firma hohe Gewinne und expandierte nach dem Krieg nach Manchester und Boston und wurde in der Zwischenkriegszeit zu einer der führenden und bekanntesten Exporteure Alexandriens. Weitere bedeutende Hauptvertreter ergaben sich aus Verwandtschaftsbeziehungen Reinharts in Le Havre und in Indien durch die Gebrüder Volkart. Ab 1924 verkaufte die Firma auch Policen der Winterthur Versicherungen, weiter importierte sie Kokosöl aus Indien. 1927 stiegen sein Schwiegersohn Carl Leonhard Burkhardt und sein Neffe Paul Reinhart in die Firma ein.
Reinhart war gemäss einem Portrait der La Reformé in Alexandria eine der auffälligsten Persönlichkeiten. Er pflegte unter anderem freundschaftliche Kontakte zu Aziz Izzet Pacha, der zum Zeitpunkt seines Todes Aussenminister Ägyptens war. Als angesehener Unternehmer besass er verschiedenste Verwaltungsratmandate in der Baumwoll-, Zement-, Versicherungs- und Bankbranche inne und war Mitglied bei diversen Branchenverbänden. Als Japan 1914 in Alexandria ein Honorarkonsulat einrichtete, fragten sie Reinhart für diese Funktion an.
Reinhart starb 1935 während eines Ferienaufenthalts in seinem Heim in Hausen am Albis unerwartet an einem Herzschlag. Seine letzte Ruhestätte fand er im Familiengrab seines Vaters auf dem Friedhof Rosenberg.

## Tätigkeiten als Mäzen
Neben seiner Geschäftstätigkeit war Reinhart auch als Mäzen bekannt und engagierte sich in der Schweizer Kolonie in Alexandria. Er präsentierte während vier Jahren den von seinem Vater mitgegründeten dortigen Schweizerverein und war ab 1918 deren Ehrenpräsident. Seine Präsenz in fast allen Institutionen der Kolonie liefert dabei einen Hinweis auf die Autorität seiner Person innerhalb der Kolonie. Auch unterstützte er die im Ort ansässige Schweizerschule. Für seine in El-Hawaber im Nildelta gelegene 170 Hektaren grosse Farm erhielt er von der Königliche Landwirtschaftliche Gesellschaft den Landwirtschaftlichen Verdienstorden. Dem Hospital Al Moassat spendete er eine Röntgenanlage.
Reinhart war ein Bewunderer des Heilpädagogen Dr. Heinrich Hanselmann. Er kaufte 1924 eine ehemalige Kuranstalt samt 34 Hektar Land und stiftete diese zur Gründung des Landerziehungheim Albisbrunn. Die erstmalige Schenkung betrug 400'000 SFR. Das war der Beginn einer der bedeutendsten heilpädagogischen Einrichtungen der Schweiz und von 100 Jahren Schweizer Heimgeschichte. Im laufenden Betrieb beglich er jahrelang das am Jahresende verbliebene Defizit der Betriebskosten.
1933 erhielt anlässlich der Hundertjahrfeier der Universität Zürich für sein philanthropisches Engagement den Ehrendoktor-Titel der Philosophischen Fakultät I.